# 杵增二 (危宿)
杵增二（飛馬座38），又名BD+31 4708，HD 213323、SAO 72406、HR 8574，是飛馬座的一颗恒星，视星等为5.65，位于銀經91.33，銀緯-21.48，其B1900.0坐标为赤經22h 25m 27.3s，赤緯+32° -21.48′ 39″。